# Tratatul de la Iași

Teritoriul ocupat de Imperiul Țarist în urma războiului ruso-turc.

Tratatul de la Iași, semnat la Iași, în Moldova (astăzi în România) a fost un tratat între Imperiul Rus și Imperiul Otoman, la sfârșitul războiului ruso-turc dintre 1787 și 1792, confirmând creșterea puterii rusești în zona Mării Negre. Tratatul a fost semnat la 9 ianuarie 1792 de către marele vizir Iusuf Pașa și prințul Bezborodko, care i-a succedat prințului Potemkin la conducerea delegației rusești, după moartea acestuia. Tratatul a recunoscut anexarea Hanatului Crimeii de către Imperiul Rus, și a transferat Yedisanul acestei țări, făcând din Nistru frontiera ruso-turcă în Europa. Frontiera asiatică pe râul Kuban a rămas neschimbată.
De asemenea, prin intermediul Tratatului de la Iași, Rusia va avea pentru prima dată graniță directă cu Principatul Moldovei, astfel Imperiul Rus ajungând vecin al spațiului românesc.